# Aporia crataegi
La blanca del majuelo (Aporia crataegi) es una especie de insecto lepidóptero de la familia Pieridae.

## Descripción
Su aspecto general es inconfundible, mostrando una mancha discoidal de pequeño tamaño sobre un fondo totalmente blanco, así como venas de color negro en el macho y pardas en la hembra.  El cuerpo es de color gris oscuro con antenas en forma de bastoncillos. Sus alas son redondeadas y tienen una envergadura de entre 6 y 8 cm, lo que la convierte en la especie de mayor tamaño de su familia. Las hembras suelen ser ligeramente de mayor tamaño y presentan en las alas áreas transparentes. Las orugas son grises y peludas, con una línea de color negro sobre el dorso y manchas rojas.

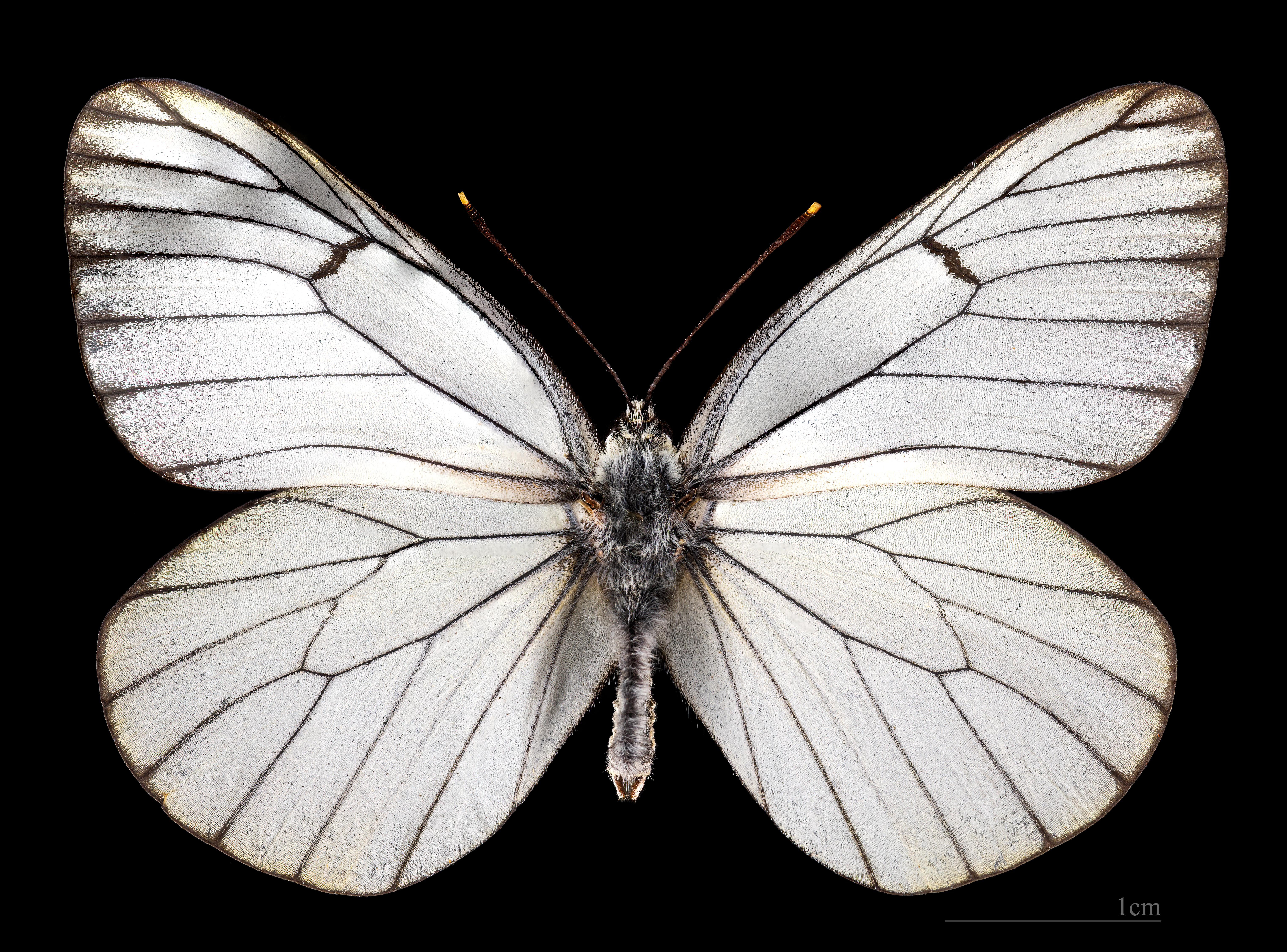
Aporia crataegi ♂
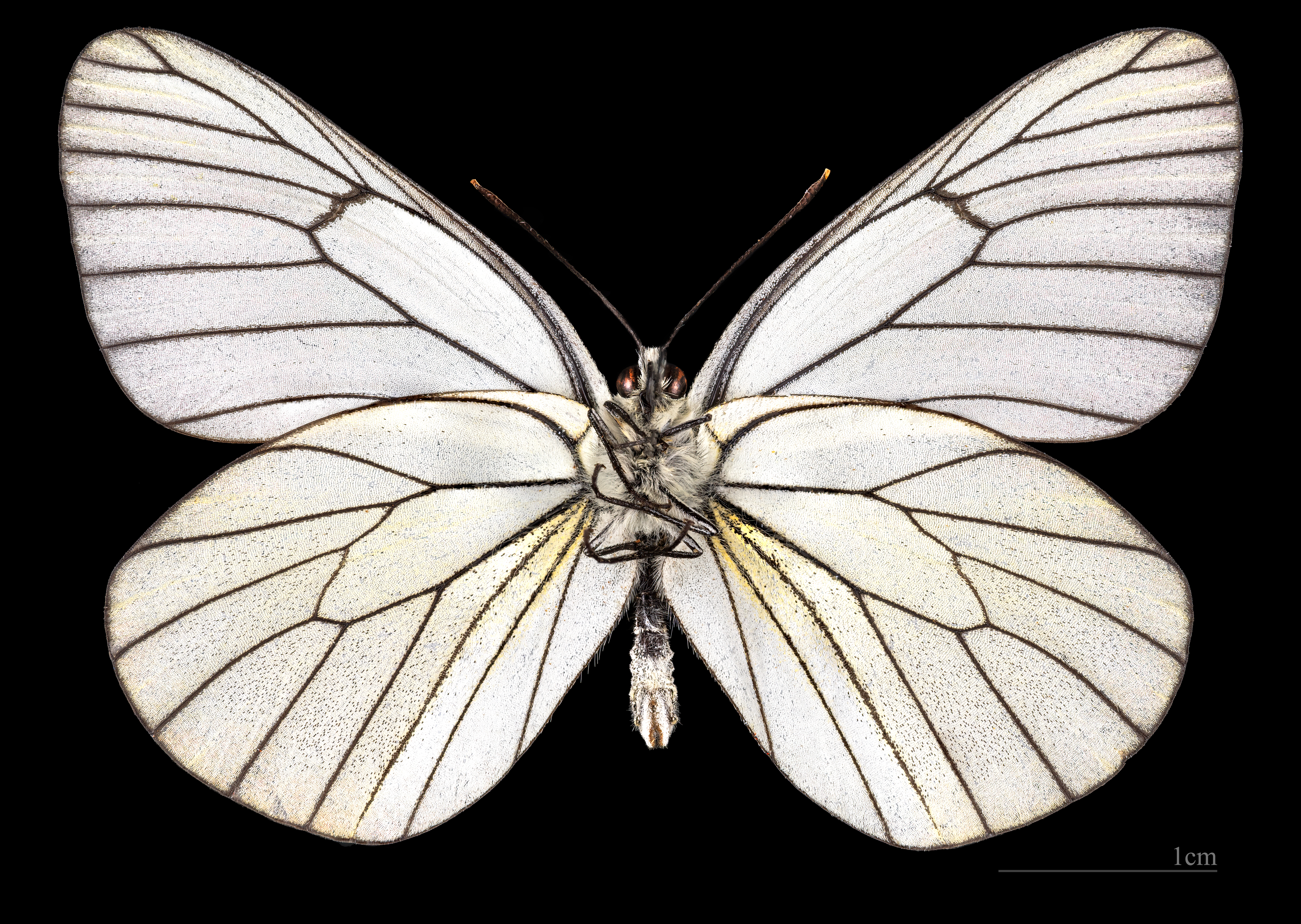
Aporia crataegi ♂ △
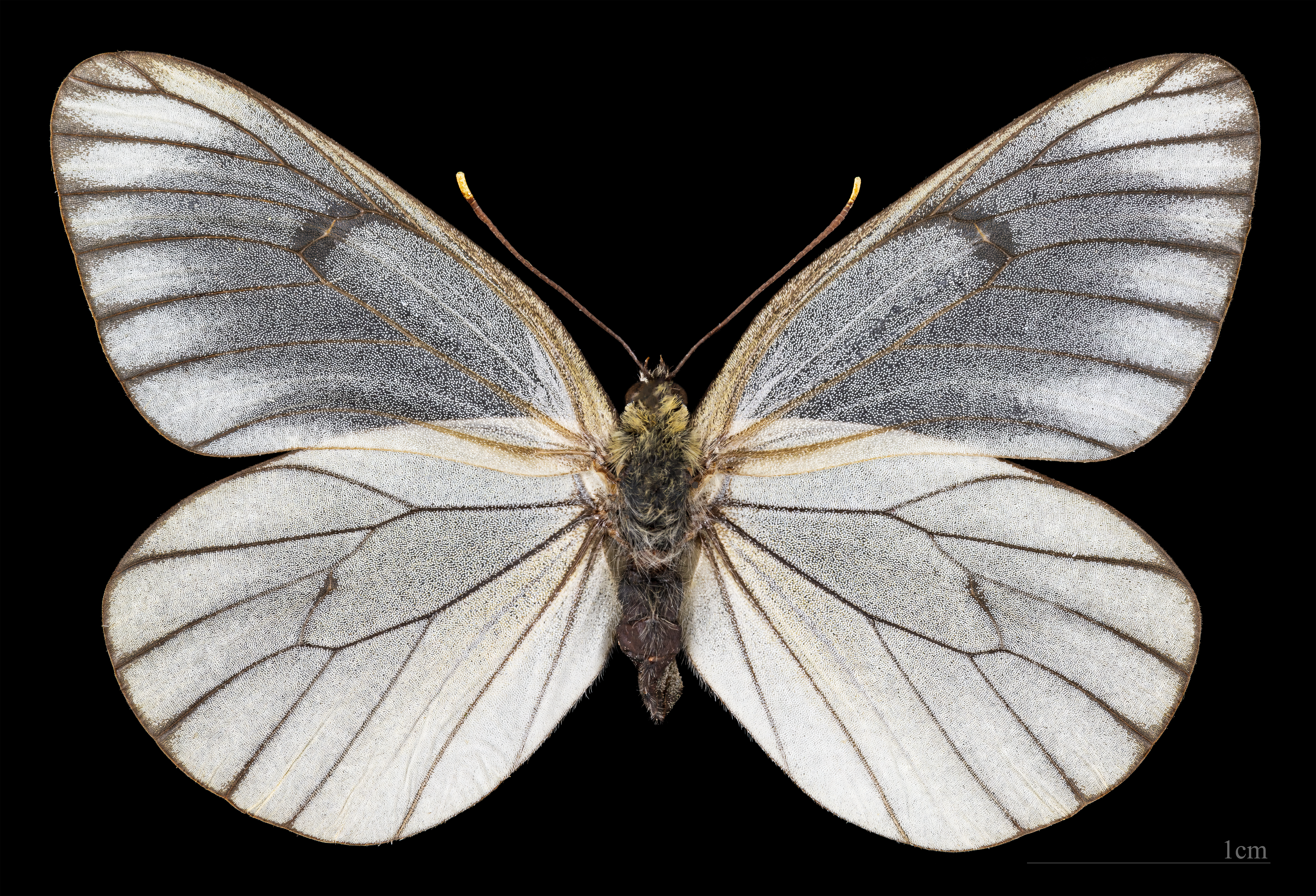
Aporia crataegi  ♀
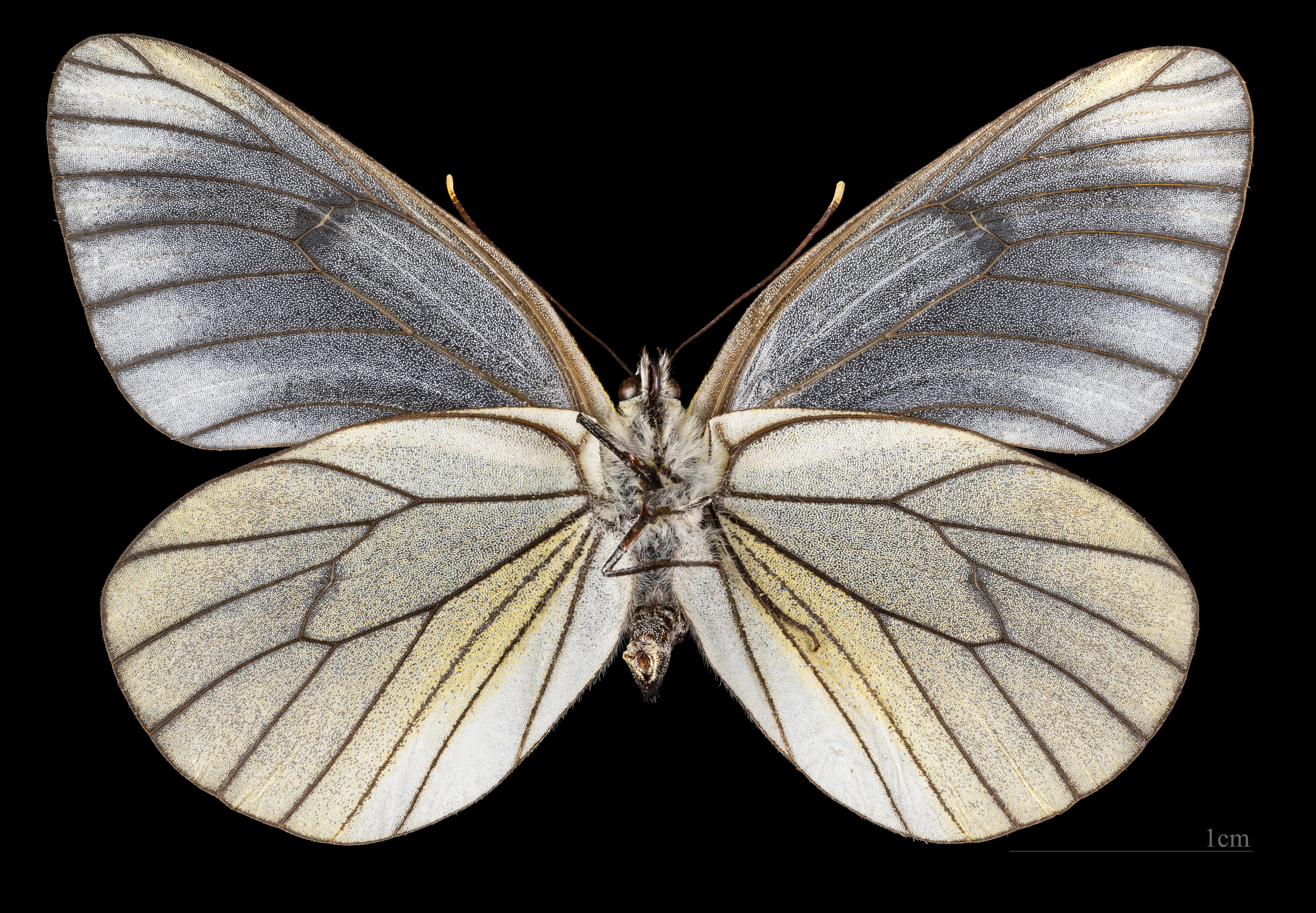
Aporia crataegi  ♀ △

## Distribución
Está ampliamente distribuida, encontrándose en el norte de África, Oriente Medio y el resto de Asia entre 40 y 70° N hasta Japón. En Europa está presente en la mayor parte del continente, faltando en gran parte de Noruega y Suecia, islas del Atlántico, islas Baleares, Córcega, Cerdeña, Creta y otras islas del Egeo, así como en las islas británicas, lugar este último donde se encuentra extinguida.

## Comportamiento

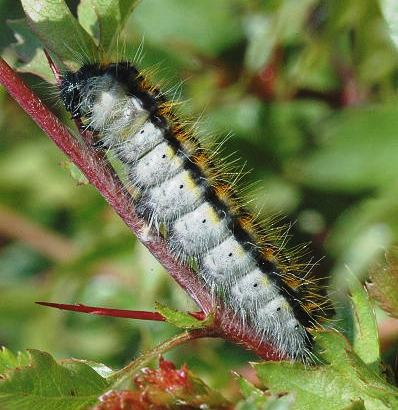
Oruga

### Fase larvaria
Las orugas se agrupan para hibernar, construyendo un nido conjunto. Tras la hibernación se alimentan en pequeños grupos o por separado. La pupa se sujeta colgando de las hojas, o en tallos de gramíneas.

### Periodo de vuelo
Una sola generación (univoltina). En el sur de Europa desde mediados de abril a junio y en el norte de Europa desde finales de mayo a principios de julio, aunque depende de la altitud, temporada y localidad.

### Alimentación
Su alimentación es diferente a la de otras especies parecidas. Se alimenta de árboles frutales y espinos, como el ciruelo (Prunus domestica), cerezo (Prunus avium), melocotonero (Prunus persica), almendro (Prunus amygdalus) y otros como el majuelo (Crataegus monogyna), el peral (Pyrus communis) y el manzano (Malus domestica).